# Daryl Hannah
Daryl Christine Hannah, född 3 december 1960 i Chicago, Illinois, är en amerikansk skådespelare. 
Hannah filmdebuterade i Brian De Palmas övernaturliga skräckfilm Mardrömsjakten (1978). Hon har sedan dess spelat huvudroller i ett antal filmer, däribland som Pris Stratton i Ridley Scotts science fiction-thriller Blade Runner (1982), sjöjungfrun Madison i Ron Howards romantiska komedi Splash (1984), Roxanne Kowalski i den romantiska komedin Roxanne (1987), Darien Taylor i Oliver Stones drama Wall Street (1987), Annelle Dupuy Desoto i dramakomedin Blommor av stål (1989) och Elle Driver i Quentin Tarantinos actionfilmer Kill Bill (2003, 2004). 2015 medverkade hon även i Netflix-serien Sense8.

## Biografi
Hannah fick sitt stora genombrott i Blade Runner (1982) som den våldsamma replikanten Pris, i vilket hon använde sina gymnastiska stunts. Därefter spelade hon huvudrollen som den blonda sjöjungfrun Madison i Splash (1984). För sin roll i filmen Wall Street (1987) fick hon en Razzie för sämsta kvinnliga biroll. Av hennes senare filmroller är hon kanske mest uppmärksammad som den enögda lönnmördaren Elle Driver i filmerna Kill Bill: Volume 1 (2003) och Kill Bill: Volume 2 (2004).
Hannah är vegetarian sedan barndomen. Hon har uppgett att hon har Aspergers syndrom.
Hannah har haft förhållanden med Jackson Browne och John F. Kennedy Jr. Sedan juli 2014 har hon ett förhållande med musikern Neil Young. Paret gifte sig 2018.
Hannah har arresterats under flera protestevenemang och fått sitta i fängelse några gånger. Den 4 oktober 2012 fängslades hon för olovligt intrång.

## Filmografi i urval
- 1978 – Mardrömsjakten
- 1982 – Blade Runner
- 1982 – Summer Lovers
- 1984 – Rebellen
- 1984 – Splash
- 1984 – Den stora stöten
- 1986 – Grottbjörnens folk
- 1986 – En tavla för mycket
- 1987 – Roxanne
- 1987 – Wall Street
- 1988 – Snacka om spöken
- 1989 – Små och stora brott
- 1989 – Blommor av stål
- 1990 – Crazy People
- 1991 – Lek på Guds gröna ängar
- 1992 – Den osynlige mannen
- 1993 – Attack of the 50 Ft. Woman
- 1993 – Griniga gamla gubbar
- 1994 – Busungarna
- 1995 – Two Much
- 1995 – Gamla gubbar – nu ännu grinigare
- 1996 – The Last Days of Frankie the Fly
- 1997 – The Last Don (TV-serie)
- 1997 – The Real Blonde
- 1998 – The Gingerbread Man
- 1998 – Familjen Addams återförenas
- 1998 – Fönstret åt gården
- 1999 – Speedway Junky
- 1999 – Mannen från Mars
- 1999 – Diplomatic Siege
- 2000 – Cord
- 2000 – Dancing at the Blue Iguana
- 2001 – Jack och bönstjälken
- 2002 – A Walk to Remember
- 2002 – Hard Cash
- 2003 – Northfork
- 2003 – The Big Empty
- 2003 – Sista uppdraget
- 2003 – Casa de los babys
- 2003 – Kill Bill: Volume 1
- 2004 – Kill Bill: Volume 2
- 2004 – Yo puta
- 2004 – Silver City
- 2006 – Värsta familjen
- 2009 – The Cycle
- 2015 – Sense8 (TV-serie)